# Sphinx rosacea
Sphinx rosacea är en fjärilsart som beskrevs av Hans Rebel 1910. Sphinx rosacea ingår i släktet Sphinx och familjen svärmare. Inga underarter finns listade i Catalogue of Life.